# Noonamyia pleuralis
Noonamyia pleuralis är en tvåvingeart som beskrevs av Mitsuhiro Sasakawa 1990. Noonamyia pleuralis ingår i släktet Noonamyia och familjen lövflugor. Inga underarter finns listade i Catalogue of Life.